# Anorostoma jamesi
Anorostoma jamesi är en tvåvingeart som beskrevs av Gill 1962. Anorostoma jamesi ingår i släktet Anorostoma och familjen myllflugor.
Artens utbredningsområde är Kalifornien. Inga underarter finns listade i Catalogue of Life.